# Варженская Заимка
Варженская Заимка — деревня в Великоустюгском районе Вологодской области.
Входит в состав Теплогорского сельского поселения, с точки зрения административно-территориального деления — в Теплогорский сельсовет.
Расстояние по автодороге до районного центра Великого Устюга — 68 км, до центра муниципального образования Теплогорья — 8 км. Ближайшие населённые пункты — Ивернево, Деревенька, Подугорье.
По переписи 2002 года население — 4 человека.